# کریستینا اشموک
کریستینا اشموک (آلمانی: Christina Schmuck؛ زادهٔ ۲۶ ژانویهٔ ۱۹۴۴) لژسوار اهل آلمان است.